# Wąwelnica
Wąwelnica (do 1945 niem. Wamlitz) – wieś w Polsce położona w województwie zachodniopomorskim, w powiecie polickim, w gminie Dobra (Szczecińska).
Sołectwo Wąwelnica stanowią dwie miejscowości: Wąwelnica oraz jej przysiółek Lubieszyn. 30 czerwca 2008 sołectwo miało 142 zameldowanych mieszkańców.

## Historia
Przynależność administracyjna:
- 1815–1866: Związek Niemiecki, Królestwo Prus, prowincja Pomorze
- 1866–1871: Związek Północnoniemiecki, Królestwo Prus, prowincja Pomorze
- 1871–1918: Cesarstwo Niemieckie, Królestwo Prus, prowincja Pomorze
- 1919–1933: Rzesza Niemiecka (Republika Weimarska), kraj związkowy Prusy, prowincja Pomorze
- 1933–1945: III Rzesza, prowincja Pomorze
- 1945–1975: Polska, województwo szczecińskie
- 1975–1998: Polska, województwo szczecińskie
- 1999 – teraz: Polska, województwo zachodniopomorskie, powiat policki, Gmina Dobra (Szczecińska)

Wieś założona na planie owalnicy. Na wschód od wioski, równolegle do głównej drogi, biegnie nasyp kolejowy pozostały po torowisku kolei normalnotorowej z końca XIX wieku. Linia ta prowadziła z Gumieniec przez Stobno, Dołuje, Dobrą, Buk, Hintersee i Rieth do Nowego Warpna. Na odcinku Dobra – Nowe Warpno została rozebrana w 1945, wskutek dwukrotnego przecięcia jej przez nowo wytyczoną granicę państwową. W latach 70. rozebrano dalszy jej fragment pomiędzy Dobrą a Dołujami.

## Zabudowa
- Z obiektów można tu zobaczyć kamienno-ceglany kościół Matki Boskiej Częstochowskiej, którego początki sięgają drugiej połowy XIII wieku i liczne zabudowania mieszkalne i gospodarcze z XIX i XX wieku. Teren kościoła otacza zabytkowy mur z przełomu XVII/XVIII wieku z bramką[6].